# 加賀屋醤油
加賀屋醤油株式会社（かがやしょうゆ）は、徳島県名西郡石井町にある株式会社。元々はイチミツボシのブランドで醤油・ソースなどを製造していた。

## 沿革
- 1893年 - 阿波藩の藍商だった近藤家が醤油の製造事業を開始。
- 2006年9月20日 - ジャパン・フード&リカー・アライアンスの子会社として、加井酒造株式会社が東京都中央区に設立。
- 2006年11月8日 - 本社を徳島県名西郡石井町に移転。
- 2006年12月1日 - 加賀屋醤油（創業会社）から事業を譲り受け、加賀屋醤油株式会社に商号変更。
- 2010年4月 - 盛田の子会社となる。
- 2013年4月1日 - 盛田に吸収合併され消滅。
- 2017年4月3日 - 盛田が、イチミツボシブランドの価値向上目的として加賀屋醤油株式会社として復活設立。

## 主力商品
- 醤油（イチミツ）
- ソース類（お好みソースなど）